# San Vicente de Juárez
San Vicente de Juárez, también llamada Las Piedras, es una localidad del estado mexicano de Morelos. Es parte del municipio de Ayala.

## Toponimia
El nombre «San Vicente» hace referencia al santo patrono de la localidad: Vicente de Paúl. El nombre «Juárez» rinde homenaje a Benito Juárez, presidente de México durante la Guerra de Reforma.

## Demografía
| Gráfica de evolución demográfica |
|                                  |

| Censo | Población |
| ----- | --------- |
| 1900  | 179       |
| 1910  | 282       |
| 1921  | 189       |
| 1930  | 189       |
| 1940  | 318       |
| 1950  | 503       |
| 1960  | 614       |
| 1970  | 909       |
| 1980  | 1078      |
| 1990  | 1228      |
| 2000  | 1339      |
| 2010  | 1375      |
| 2020  | 1485      |